# Batman: Rise of Sin Tzu
Batman: Rise of Sin Tzu — компьютерная игра, выпущенная в 2003 году для игровых приставок Xbox, PlayStation 2, Game Boy Advance и GameCube. Игра была разработана и издана Ubisoft совместно с Warner Bros. Interactive Entertainment и DC Comics. Batman: Rise of Sin Tzu основана на телевизионном сериале The New Batman Adventures

## Игровой процесс
Как Бэтмен, Бэтгёрл, Робин и Найтвинг, игрок должен сражаться с группами врагов. Режим истории, который составляет основную часть игры, можно играть как самостоятельно, так и совместно, игра вознаграждает игроков за завершение уровней не только путем продолжения истории, но и с помощью системы улучшений. Это позволяет игрокам приобретать новые движения для своего персонажа и другие игровые бонусы. Существует также режим вызова, в котором игроки (либо совместно, либо на конкурсной основе) сражаются с группами головорезов без сюжетной линии.
Этот режим имеет временной лимит, и включает совместную игру. Он также имеет 4 разных уровня сложности: «Легкий», «Средний», «Сложный» и «Темный рыцарь».

## Сюжет
В годовщину убийства своих родителей Томаса и Марты Уэйн, Бэтмен посещает Преступную аллею, чтобы отдать им свое почтение. После того, как он заканчивает спасение мирных жителей и побеждает их похитителей, в Лечебнице Аркхем и тюрьме Стоунгейт происходит массовый побег заключённых. Комиссар Джеймс Гордон сообщает об этом Бэтмену, но его переполняет нервный газ Пугала. Бросившись в здание суда, Бэтмен видит, что Гордон поражен токсином, и появляется Пугало. Он насмехается над героем, утверждая, что Бэтмен скоро уступит страху. Несмотря на то, что он находится в невыгодном положении из-за нервного газа, Бэтмен побеждает Пугало. Гордон приходит в себя и соглашается следить за Пугалом, пока Бэтмен не вернётся.
Гордон уведомляет Бэтмена о Глиноликом, который находится в «Gotham Chemical Factory». Уничтожив бомбы, которые были установлены на крышах Готэма, Бэтмен вступает в контакт с Глиноликим, который раскрывает свой план по превращению всех в городе в таких существ, как он сам. Бэтмен приходит на химический завод, и Гордон сообщает ему о оружии массового уничтожения, которое может прийти в действие в любую минуту. Бэтмен сталкивается с Глиноликим, который сливается с несколькими заражёнными, чтобы стать более крупной версией самого себя. Бэтмен ослабляет Глиноликого с помощью электричества, нейтрализуя его в процессе.
Во время разговора с Гордоном Бэтмен делает вывод, что виновником должен быть Синь Цзы, известный военачальник из Азии, который был захвачен и отправлен в Лечебницу Аркхем для дальнейшего изучения. Син Цзы перехватывает передачу и заявляет, что Готэм станет новым оплотом для его империи, когда Бэтмен потерпит поражение. Гордон говорит Бэтмену отправиться в гавань, чтобы обезвредить оружие судного дня. Прибывая в гавань, Бэтмен планирует захватить грузовое судно, несущее оружие, и взять его в Бэтпещеру, точно так же, как предсказывает Син Цзу. Бэтмен находит оружие конца света, но попадает в засаду подручных Син Цзу. Бэтмен препятствует их попыткам открыть двери в Уэйн-Манор, а также пытается разоружить оружие, и появление Бэйна становится сюрпризом для него. В тяжёлой битве Бэтмен побеждает Бэйна.
Бэтмен обнаруживает, что Син Цзы прячется в Лечебнице Аркхем, которую окружили Гордон и ГЦПД, поэтому Син Цзу не убежит. Бэтмен входит через канализационную систему. Гордон раскрывает метод, который Син Цзу использовал для умственного контроля над Пугалом, Глиноликим и Бэйном, и он предупреждает Бэтмена, что он может быть восприимчив к силе Сунь Цзы. Теперь, в главном здании Аркхэма, Бэтмен видит, что Джокер, Харли Квинн, Мистер Фриз, и Ядовитый Плющ были помещены в криокамеры на нижних этажах Аркхема. Находя Син Цзу в палате, Бэтмен участвует в длительной битве. Бэтмен побеждает Син Цзы раз и навсегда.
По мере приближения рассвета Гордон сообщает, что он не мог сказать Бэтмену о тюремном заключении Син Цзы в Аркхеме по соображениям национальной безопасности. Герой вспоминает обеты, которые должны быть удостоены живых и мертвых (напоминая о том, что убийство его родителей оказывает глубокое влияние на его жизнь), и игра заканчивается тем, что Бэтмен смотрит на Готэм-Сити.

## Распространение
Одна из главных причин создания игры заключалась в том, чтобы ввести нового персонажа во вселенную Бэтмена, как это сделал Batman: The Animated Series с Харли Квинн. Этот новый персонаж, Син Цзы, был создан художником комиксов Джимом Ли. Тем не менее, Син Цзы не набирал популярность в качестве персонажа и никогда больше не появлялся в каких-либо медиа, за исключением романа о игре. Batman: Rise of Sin Tzu была выпущена в обычной версии только с игрой в комплекте, а также в специальном издании с фигурками для версий на Xbox и PS2, и литографией для версии на GameCube.

## Отзывы
| Сводный рейтинг    | Сводный рейтинг | Сводный рейтинг | Сводный рейтинг | Сводный рейтинг |
| Издание            | Оценка          | Оценка          | Оценка          | Оценка          |
| Издание            | GBA             | GC              | PS2             | Xbox            |
| ------------------ | --------------- | --------------- | --------------- | --------------- |
| GameRankings       | 58,80 %         | 61,68 %         | 59,44 %         | 61,62 %         |
| Metacritic         | 63/100          | 63/100          | 63/100          | 67/100          |
| Иноязычные издания |                 |                 |                 |                 |
| Издание            | Оценка          | Оценка          | Оценка          | Оценка          |
| Издание            | GBA             | GC              | PS2             | Xbox            |
| 1UP.com            | N/A             | N/A             | N/A             | 7/10            |
| EGM                | N/A             | N/A             | N/A             | 5,5/10          |
| Game Informer      | 7/10            | 5/10            | 5/10            | 5/10            |
| GamePro            | N/A             | N/A             | [ 17 ]          | N/A             |
| GameSpot           | N/A             | 7,5/10          | 7,5/10          | 7,5/10          |
| GameSpy            | [ 20 ]          | N/A             | [ 21 ]          | [ 22 ]          |
| GameZone           | 6,9/10          | 7/10            | 7,2/10          | 6,5/10          |
| IGN                | 5,5/10          | 6,5/10          | 6,5/10          | 6,5/10          |
| Nintendo Power     | 3,4/5           | 3,4/5           | N/A             | N/A             |
| OPM                | N/A             | N/A             | [ 31 ]          | N/A             |
| OXM                | N/A             | N/A             | N/A             | 6,1/10          |

Rise of Sin Tzu получил оценку 59,44 % для версии на PS2, 61,62 % для версии Xbox, 58,80 % для версии на Game Boy Advance и 61,68 % для версии на GameCube на сайте GameRankings. На Metacritic, она имеет оценку в 67 из 100 для версии на Xbox, и 63 из 100 для остальных консольных версий.
Game Informer дал игре 5 баллов из 10 для версий на PlayStation 2, Xbox и GameCube, в то время как тот же журнал дал версии на Game Boy Advance более высокую оценку в 7 из 10.